# Paraterulia concisa
Paraterulia concisa är en insektsart som beskrevs av Nielson 1979. Paraterulia concisa ingår i släktet Paraterulia och familjen dvärgstritar. Inga underarter finns listade i Catalogue of Life.